# Симпсоны (сезон 17)
Семнадцатый сезон мультсериала «Симпсоны» транслировался с 11 сентября 2005 по 21 мая 2006 на телеканале Fox.
Сезон получил 2 премии Эмми:
- серия «The Seemingly Never-Ending Story» как «Лучшая анимационная передача»;
- Келси Грэммер за «Лучшее озвучивание» Сайдшоу Боба в серии «The Italian Bob».

## Список серий
| № общий | № в сезоне | Название                                                                           | Режиссёр           | Автор сценария                 | Дата премьеры    | Произв. код | Зрители в США (млн) |
| --- | ---------- | ---------------------------------------------------------------------------------- | ------------------ | ------------------------------ | ---------------- | ----------- | ------------------- |
| 357 | 1          | «Костёр ламантина» «Bonfire of the Manatees»                                       | Дэвид Силверман    | Билл Оденкерк                  | 11 сентября 2005 | GABF18      | 11,10               |
| Мардж, разъяренная тем, что Гомер разрешил Жирному Тони съемки фильма для «джентльменов» в их гостиной, в качестве компенсации своего долга, уезжает, оставив Гомера с детьми. Находясь в путешествии по поиску самой себя, Мардж встречает Калеба Торна, морского биолога, который намерен спасти не только ламантинов, но и Мардж от мужа, который, как кажется, её не ценит. Приглашённая звезда: Алек Болдуин и Джо Мантенья                                                                                          |            |                                                                                    |                    |                                |                  |             |                     |
| 358 | 2          | «Девочка, которая слишком мало спала» «The Girl Who Slept Too Little»              | Марк Киркленд      | Мэтт Сэлман                    | 18 сентября 2005 | GABF16      | 10                  |
| По требованию Симпсонов строительство Музея Марок около их дома перенесли на старое кладбище. А кладбище, в свою очередь, перенесли к дому Симпсонов. Вид кладбища из окна пугает Лизу, поэтому она спит у родителей. Гомер и Мардж, пытаясь показать, что в её комнате спать безопасно, сами не справляются со своими страхами и поэтому обращаются к психиатру. Лиза решает побороть свой страх, проведя ночь на кладбище, где потеряв сознание, с помощью галлюцинаций, она побеждает свои страхи.                     |            |                                                                                    |                    |                                |                  |             |                     |
| 359 | 3          | «Милхаус из песка и тумана» «Milhouse of Sand and Fog»                             | Стивен Дин Мур     | Патрик Веррон                  | 25 сентября 2005 | GABF19      | 10,46               |
| У малютки Мэгги ветрянка, и Фландерс хочет, чтобы его дети тоже заразились. Симпсоны поэтому устраивают вечеринку, широко открыв двери своего дома. Для двух супружеских пар (Симпсонов и Ван Гутенов) этот праздник оборачивается испытанием на прочность. |            |                                                                                    |                    |                                |                  |             |                     |
| 360 | 4          | «Дом ужасов 16» «Treehouse of Horror XVI»                                          | Дэвид Силверман    | Марк Уилмор                    | 6 ноября 2005    | GABF17      | 11,66               |
| «B.I. Bartificial Intelligence» (с англ. — «Штучный Барт») — Родители Барта заводят себе нового сына — робота, — а самого Барта прогоняют. «Survival of the Fattest» (с англ. — «Выживание жирнейшего») — Гомер оказываются дичью в страшной забаве мистера Бёрнса — охоте на людей… «I’ve Grown a Costume on Your Face» (с англ. — «Главное, чтобы костюмчик сидел») — На весёлом карнавале появляется настоящая ведьма, с которой никому не справиться, кроме Мэгги. Приглашённые звёзды: Терри Брэдшоу и Деннис Родман |            |                                                                                    |                    |                                |                  |             |                     |
| 361 | 5          | «Отравление сына Мардж» «Marge’s Son Poisoning»                                    | Майк Андерсон      | Даниэль Чун                    | 13 ноября 2005   | GABF20      | 11,41               |
| Барт, переживая за Мардж, начинает проводить с ней больше времени. Теперь его обзывают маменькиным сынком. |            |                                                                                    |                    |                                |                  |             |                     |
| 362 | 6          | «Смотри, Гомер бежит» «See Homer Run»                                              | Нэнси Круз         | Стефани Гиллис                 | 20 ноября 2005   | GABF21      | 10,31               |
| Неумение Гомера принимать подарки по случаю «Дня отца» едва не оборачивается полным разрывом с дочерью, и незадачливому папаше приходится буквально встать на уши, чтобы восстановить отношения с Лизой. |            |                                                                                    |                    |                                |                  |             |                     |
| 363 | 7          | «Весёлые помидорины» «The Last of the Red Hat Mamas»                               | Мэттью Настук      | Джоэль Х. Коэн                 | 27 ноября 2005   | GABF22      | 11,46               |
| Мардж находит себе сразу целую команду новых подруг — энергичных общественниц. Однако она может оказаться за решёткой вместе с ними. Приглашённая звезда: Лили Томлин |            |                                                                                    |                    |                                |                  |             |                     |
| 364 | 8          | «Итальянский Боб» «The Italian Bob»                                                | Марк Киркленд      | Джон Фринк                     | 11 декабря 2005  | HABF02      | 10,3                |
| Симпсоны отправляются в Италию, чтобы доставить для мистера Бёрнса новую дорогую спортивную машину, но внезапно сталкиваются там со своим старым знакомцем Бобом и его кровожадной семейкой. Приглашённые звёзды: Мария Кучинотта и Келси Грэммер |            |                                                                                    |                    |                                |                  |             |                     |
| 365 | 9          | «Рождественские истории Симпсонов» «Simpsons Christmas Stories»                    | Стивен Дин Мур     | Дон Пейн                       | 18 декабря 2005  | HABF01      | 9,93                |
| Симпсоны — действующие лица сразу трех рождественских историй. В одной речь идет о появлении на свет Иисуса, в другой — о событиях времен Второй мировой войны (при участии дедушки Симпсона, мистера Бёрнса и Санта-Клауса), а в третьей — о продолжении сказки про Щелкунчика. |            |                                                                                    |                    |                                |                  |             |                     |
| 366 | 10         | «Настоящий отец Гомера» «Homer’s Paternity Coot»                                   | Майк Андерсон      | Джоэль Х. Коэн                 | 8 января 2006    | HABF03      | 10,11               |
| В дом Симпсонов приносят запоздалое письмо, написанное много лет назад. Семейному миру сразу наступает конец: дед Симпсон попадает в богадельню, а Гомер делается одержим поисками своего генетического отца. Приглашённые звёзды: Майкл Йорк, Уильям Мэйси и Джо Фрейзер |            |                                                                                    |                    |                                |                  |             |                     |
| 367 | 11         | «Вместе с сыном в никуда» «We’re on the Road to D’ohwhere»                         | Нэнси Круз         | Кевин Каран                    | 29 января 2006   | HABF04      | 8,97                |
| Гомер вынужден сопровождать сына в исправительный лагерь вместо того, чтоб ехать с дружками в Лас-Вегас. Мардж пользуется моментом и распродает «старые вещи мальчиков». В конце концов Лиза и Мэгги остаются одни, ибо остальные Симпсоны — в тюрьме… |            |                                                                                    |                    |                                |                  |             |                     |
| 368 | 12         | «Мой прекрасный Вилли» «My Fair Laddy»                                             | Боб Андерсон       | Майкл Прайс                    | 26 февраля 2006  | HABF05      | 9,51                |
| Мистер Крапт, новый учитель физкультуры, под видом игры в вышибалы нещадно бьет детей. Барт пытается мстить ему, но лишь приносит несчастье садовнику Вилли. Тогда Лиза, спасая доброе имя семьи, затевает грандиозный проект нового «Пигмалиона». |            |                                                                                    |                    |                                |                  |             |                     |
| 369 | 13         | «Видимо бесконечная история» «The Seemingly Never-Ending Story»                    | Раймонд Перси      | Иан Макстон-Грэхэм             | 12 марта 2006    | HABF06      | 9,71                |
| Во время осмотра Пещер папы Карла Симпсоны проваливаются на самый нижний уровень, причем Гомер остается висеть вниз головой. Чтобы поддержать его дух, Лиза рассказывает целую вереницу историй, где фигурируют запрятанные в пещере сокровища Мо. |            |                                                                                    |                    |                                |                  |             |                     |
| 370 | 14         | «Две мамы Барта» «Bart Has Two Mommies»                                            | Майкл Мэркантел    | Дана Гулд                      | 19 марта 2006    | HABF07      | 8,67                |
| Нед Фландерс, выигравший большой приз, отдает его Мардж. В благодарность она соглашается присмотреть за Родом и Тоддом, что становится испытанием для её репутации примерной матери… А в это время Барта из-под носа Гомера похищает… обезьяна! Приглашённые звёзды: Сьюзан Сарандон, Антонио Фаргас, Дейв Томас и Рэнди Джонсон |            |                                                                                    |                    |                                |                  |             |                     |
| 371 | 15         | «Гомер Симпсон, это твоя жена» «Homer Simpson, This Is Your Wife»                  | Мэттью Настук      | Рики Джервейс                  | 26 марта 2006    | HABF08      | 10,09               |
| Гомер потрясен телевизором с плазменным экраном, который увидел в гостях у Ленни. Одержимый идеей приобрести новинку, он вместе с Мардж пускается в авантюру и участвует в телешоу, где надо меняться женами. Приглашённая звезда: Рики Джервейс |            |                                                                                    |                    |                                |                  |             |                     |
| 372 | 16         | «Эйб на миллион долларов» «Million Dollar Abie»                                    | Стивен Дин Мур     | Тим Лонг                       | 2 апреля 2006    | HABF09      | 7,84                |
| Дедушка Эйб, сидящий с Мэгги, случайно оказывается повинен в спортивной неудаче спрингфилдской футбольной команды. Все спрингфилдцы начинают ненавидеть его. Это доводит его до попытки самоубийства и… намерения стать тореодором. Приглашённая звезда: Роб Райнер |            |                                                                                    |                    |                                |                  |             |                     |
| 373 | 17         | «Гомер — индийское божество» «Kiss Kiss, Bang Bangalore»                           | Марк Киркленд      | Дэн Кастелланета и Деб Лакуста | 9 апреля 2006    | HABF10      | 8,27                |
| Гомер, послан мистером Бёрнсом в Индию, объявляет там себя… божеством! Тем временем Сельма и Пэтти встречают их кумира из Голливуда. Приглашённая звезда: Ричард Дин Андерсон и Мехер Татна |            |                                                                                    |                    |                                |                  |             |                     |
| 374 | 18         | «Самые влажные из когда-либо рассказанных историй» «The Wettest Stories Ever Told» | Майк Андерсон      | Джефф Вестбрук                 | 23 апреля 2006   | HABF11      | 7,1                 |
| Семейство Симпсонов коротает время за придумыванием историй. В одной пилигримы (Мардж и дети) и некий мошенник (Гомер) едут заселять Америку. Другая история — про мятеж на «Баунти». Третья — про первое плавание в 1970-х годах круизного парохода, который, по идее, не должен был перевернуться. |            |                                                                                    |                    |                                |                  |             |                     |
| 375 | 19         | «Девочки просто хотят математики» «Girls Just Want to Have Sums»                   | Нэнси Круз         | Мэтт Сэлман                    | 30 апреля 2006   | HABF12      | 8,74                |
| После увольнения Скиннера из-за сексистского выражения в Спрингфилдской начальной школе классы делятся на классы для мальчиков и для девочек. Лиза понимает, что девочек учат не достаточно, и переодевается мальчиком, чтобы посещать занятия по математике. |            |                                                                                    |                    |                                |                  |             |                     |
| 376 | 20         | «Что касается Мардж» «Regarding Margie»                                            | Майк Фрэнк Полчино | Марк Уилмор                    | 7 мая 2006       | HABF13      | 8,47                |
| Из-за несчастного случая Мардж теряет память. Постепенно память возвращается, вот только Гомер по-прежнему кажется Мардж чужим человеком. |            |                                                                                    |                    |                                |                  |             |                     |
| 377 | 21         | «Дело об обезьянах» «The Monkey Suit»                                              | Раймонд Перси      | Дж. Стюарт Бернс               | 14 мая 2006      | HABF14      | 8,41                |
| Лиза ведет Симпсонов в Музей естественной истории, и тамошняя экспозиция, посвященная эволюции живых существ, вызывает скандал городского масштаба. За бескомпромиссно-научные взгляды Лизе приходится платить собственной свободой. Приглашённые звёзды: Мелани Гриффит и Ларри Хэгмэн |            |                                                                                    |                    |                                |                  |             |                     |
| 378 | 22         | «Мардж и Гомер спасают чужой брак» «Marge and Homer Turn a Couple Play»            | Боб Андерсон       | Джоэль Х. Коэн                 | 21 мая 2006      | HABF16      | 8.22                |
| Звезда спрингфилдского бейсбола Бак Митчелл страдает, от того, что его жена-певица непозволительно сексуально ведет себя во время выступлений на публике. Переживания сказываются на качестве игры Бака, и Гомер как ревностный болельщик не может спокойно взирать на это. Приглашённые звёзды: Мэнди Мур и Стейси Кич |            |                                                                                    |                    |                                |                  |             |                     |